# Петар Панчевський
Петар Павлов Панчевський (або Петро Павлов; *25 січня 1902, Бутан -  †17 листопада 1982, Софія) — воєначальник комуністичної Болгарії та СССР, дипломат. Один із військових стовпів комуністичної хунти - так званого Тимчасового президентства республіки. 
Генерал-майор інженерних військ. Міністр оборони Болгарії (1950-1958). Посол НРБ в Китаї. 
За світоглядом - сталініст. Учасник Квітневого заколоту у Болгарії 1923 та диверсант комуністичних загонів в Іспанії. 

## Біографія
Народився неподалік Враци. Учасник Квітневого заколоту 1923, після якого утік до Югославії, а звідти до комуністичної Московщини. Там закінчив Ленінградське та Московське військове училище і був засланий до Іспанії для диверсійної роботи. Пройшов усю Другу світову війну і 1946 був скерований до Болгарії для сталінського контролю за окупованими територіями. Призначений головним інспектором («смотрящим») Міністерства оборони Болгарії. 
Після смерті Георгі Димитрова на чолі НРБ став Васіл Коларов. 1950 він призначив генерала Панчевського міністром оборони Народної Республіки Болгарії, підвищив його до генерал-полковника. 1951 керував арештами генералів Славчо Транскі та Денчо Знеполскі, яких звинувачували у зв'язках із Трайчо Костовим.
Після приходу до влади Валко Червенкова 1954, зберіг за собою портфель міністра і навіть став членом-кандидатом Політбюро ЦК БКП. 1956 генерал критикував обрання Тодора Живкова першим секретарем ЦК БКП, чим нажив собі впливового ворога. Відтак 1958 усунутий з посади міністра оборони Тодором Живковим. 
Фактично, перебував на почесному засланні у Китаї, виконуючи роль посла НРБ. По поверненню продовжував відкриту критику «живковізму», дозволяв собі публічні випади проти лідера комуністичної Болгарії. Уже з 1960-тих перебував на пенсії, але обирався депутатом до парламенту. 
Офіційно помер від серцевого нападу, але родина ставила під сумнів такий діагноз, натякаючи на політичне убивство.